# Carduus juratzkae
Carduus juratzkae là một loài thực vật có hoa trong họ Cúc. Loài này được Beck mô tả khoa học đầu tiên năm 1892.